# Canyons de Kolob
Les canyons de Kolob (en anglais : Kolob Canyons) forment la partie nord-ouest du parc national de Zion dans l'Utah aux États-Unis.  Ils font partie de la région du parc établie sur le plateau du Colorado. On y accède par une route du parc située à environ 30 km au sud de Cedar City non loin de l'Interstate 15.